# Uraeginthus angolensis
El azulito angoleño o cordón azul común (Uraeginthus angolensis) es una especie de ave paseriforme de la familia Estrildidae encontrada en el sur de África. 

## Descripción

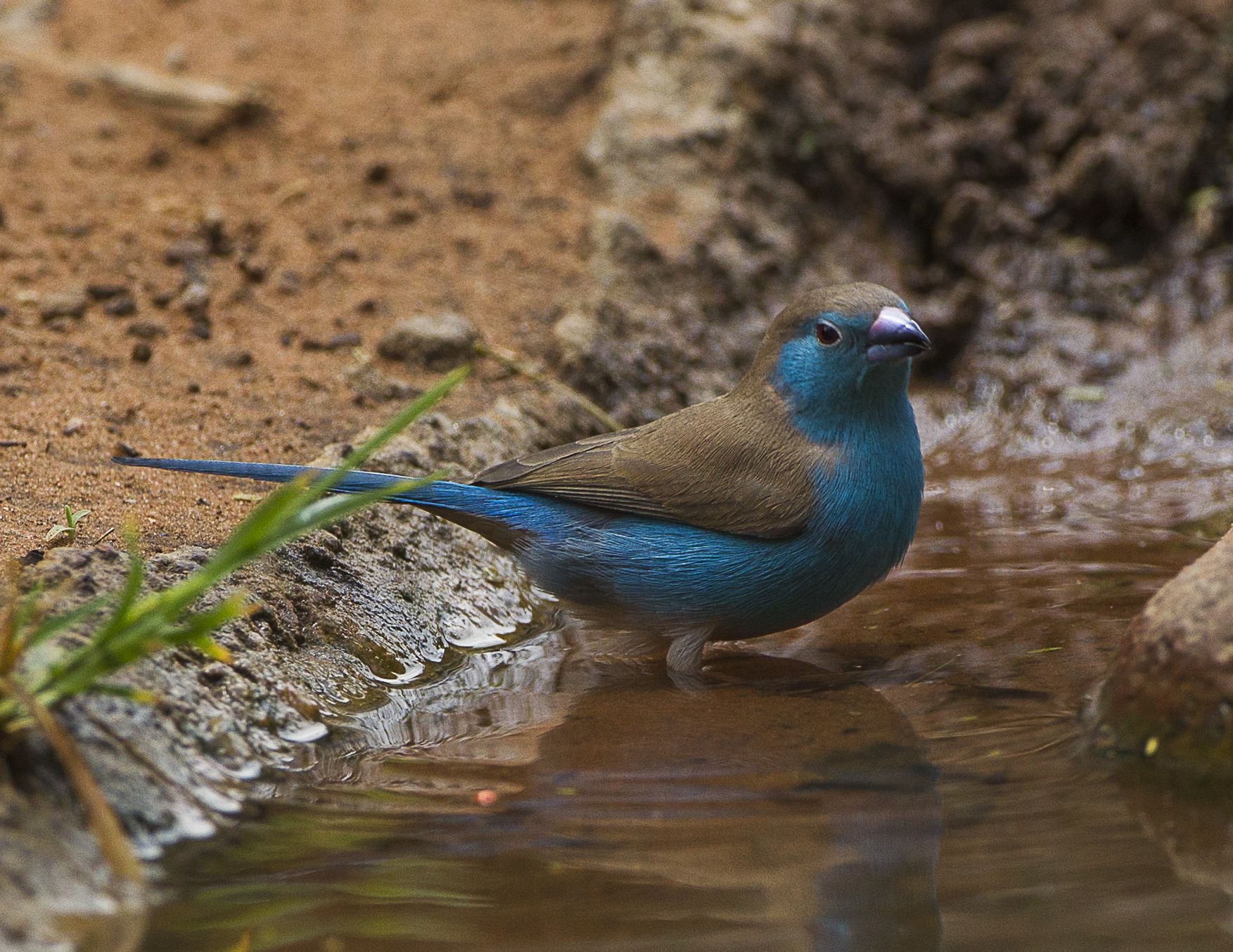
En Natal, Sudáfrica

Alcanzan una longitud corporal de 12 centímetros. Machos y hembras tienen la misma coloración del plumaje, pero las hembras son de un color azul más apagado que los machos. La cabeza y la parte superior del cuerpo son de color marrón pálido y el obispillo y la cola azul brillante. Del mismo modo, las mejillas, una banda ancha sobre los ojos, el cuello, el pecho y los flancos del cuerpo son de color azul pálido. La intensidad del color azul en el plumaje varía dependiendo de la subespecie. La subespecie de U. a. natalensis tiene un azul intenso.
Las hembras tienen un pico casi negro, lo que los hace distinguibles de las hembras de otros miembros del género. La coloración de los juveniles varía dependiendo de la subespecie. Pero por lo general son de color marrón igual que las hembras.
La llamada es un suave seee-seee, repetido con frecuencia mientras revolotea en las partes más bajas de arbustos y matorrales.

## Distribución
Su área de distribución tiene una extensión global estimada de 3,600,000 km².
Es encontrado en Angola, Botsuana, Burundi, la República del Congo, la República Democrática del Congo, Kenia, Malaui, Mozambique, Namibia, Santo Tomé y Príncipe, Sudáfrica, Suazilandia, Tanzania, Zambia y Zimbabue. El estado de la especie está evaluado como preocupación menor.

## Subespecies
Se reconocen tres subespecies:
- U. a. angolensis (Linnaeus, 1758)– en Santo Tomé, el suroeste de la República Democrática del Congo, el norte de Angola y el noroeste de Zambia;
- U. a. cyanopleurus Wolters, 1963– en Angola, Namibia, Botsuana y Zimbabue;
- U. a. niassensis (Reichenow, 1911)– desde el sureste de la República Democrática del Congo, Zambia y el este de Tanzania hasta al noreste de Sudáfrica.